# Óscar Melendo
Óscar Melendo Jiménez (* 23. August 1997 in Barcelona) ist ein spanischer Fußballspieler, der bei Cádiz CF in der Segunda División unter Vertrag steht.

## Karriere
Melendo wechselte 2016 aus der Jugendabteilung Espanyol Barcelonas in die zweite Mannschaft. Für diese absolvierte er bis Mai 2017 24 Ligaspiele und schoss dabei auch ein Tor. Gleichzeitig begann er allerdings bereits im November 2016 für die erste Mannschaft zu spielen. Sein Debüt gab er am 20. November 2016 gegen Deportivo Alavés.
2022 wechselte Óscar Melendo zum FC Granada.